# Jonas L.A.
Jonas er titlen på en tv-serie med Jonas Brothers, der siden maj 2009 har været vist på Disney Channel. Den handler om Jonas-brødrene, der er stjerner og må leve et normalt liv, med skole og venner, hvilket kan give nogle problemer engang imellem.  Serien blev oprindeligt omtalt som J.O.N.A.S.

## Skuespillere
- Joseph Adam Jonas, Joe Jonas
- Nicholas Jerry Jonas, Nick Jonas
- Paul Kevin Jonas II, Kevin Jonas
- Franklin Nathanial Jonas, Frankie Jonas
- Chelsea Staub, Stella Malone
- Nicole Gale Anderson, Macy Misa
- John Ducey, Tom Jonas
- Rebecca Creskoff, Sandy Jonas

## Episoder
- 1. Wrong Song:

Nick er forelsket. Og Joe og Kevin prøver at advare ham om at han er for hurtig over for Penny. Men Nick lytter ikke. Han skriver en sang til hende. Penny skal optræde og synger den sang for hendes kæreste. Nick bliver knust da han hører det. I mellemtiden er Stella i gang med et nyt prjoekt hun kalder "StellCro", som hun får Macy til at teste.
Gæstestjerne: Bridget Mendler som Penny
Sang: Give love a try(Nick Jonas Version)
- 2. Groovie Movies:

Lucas brødrene genindspiller deres mors hjemmevideoer, efter at have ødelagt de originale
- 3. Pizza Girl:

Kevin, Joe og Nick har forelsket sig i leveringspigen Maria fra Picarello's pizza, og de gør alt hvad de kan for at imponere hende. Men er det altid at det går lige godt?
Gæstestjerne: Scheana Marie Jancan som Maria(pizza girl)
Sang: Pizza Girl
- 4. Keeping it real:

Når det er svært for de 3 brødre at lave normale pligter, når der hele tiden er fans, hvad gør man så? Der skal hårdere midler til.
Sang: Keep it real
- 5. Band's best friend:

Joe's barndomsven Carl kommer på besøg, men udnytter dem på grund af deres popularitet. I mellemtiden er Stella rasende på Macy efter at hun har lånt hende penge til at købe en chip, der ligner Joe.
- 6. Chasing the Dream:

Da drengene mister deres kor sang spørger Kevin Macy om hun vil synge kor.
Gæstestjerne: Nate Hartley som Carl Shue Schuster